# Ernst Klebelsberg
Ernst Klebelsberg, geboren als Ernst von Klebelsberg (* 25. Juni 1883 in Hall in Tirol; † 13. Mai 1957 ebenda) war ein österreichischer Psychiater. Von 1925 bis 1950 war er Ärztlicher Direktor der Psychiatrischen Heil- und Pflegeanstalt Hall.

## Leben
Die Familie von Klebelsberg stammte aus Südtirol; sein Vater war Stadtapotheker und nachmaliger Bürgermeister von Hall in Tirol. 1902 maturierte Klebelsberg am Haller Gymnasium mit Auszeichnung. An der Universität Innsbruck absolvierte ein Studium der Medizin. Klebelsberg war ab 1910 unter Josef Offer bei der „Landesheilanstalt“ beschäftigt und übernahm 1925 die Anstaltsleitung. Die Einführung der Malaria- und Insulinkur oder Elektroschocktherapie wird teils seiner Initiative zugeschrieben. Die Vermutung, durch mittels Malaria-Infektion künstlich herbeigeführte Fieberschübe psychisch Kranke heilen zu können, wurde im KZ Dachau an Menschen überprüft; statt Heilung waren Todesfälle die Folge.

### Verstrickungen in der Zeit des Nationalsozialismus
Während der NS-Zeit war Klebelsberg weiterhin ärztlicher Leiter der Haller Anstalt. Am 12. Januar 1939 beantragte er die Aufnahme in die NSDAP und wurde zum 1. Januar 1940 aufgenommen (Mitgliedsnummer 7.882.656). 1940 sichtete der Euthanasiearzt Friedrich Mennecke persönlich die Haller Krankengeschichten, woraufhin ein Beauftragter der „Reichsarbeitsgemeinschaft“, es war der stellvertretende Leiter der NS-Tötungsanstalt Hartheim, Georg Renno, in SS-Uniform erschien, um all jene Patienten zu deportieren, die auf einer Liste zusammengefasst waren. Als im Dezember 1940 erstmals Patienten im Zuge der NS-Euthanasie aus der Anstalt abtransportiert werden sollten, protestierte Klebelsberg gemeinsam mit dem Vorstand der Psychiatrischen Klinik Innsbruck, Helmut Scharfetter, bei Hans Czermak, dem Leiter der Abteilung III (Volkspflege) der Reichsstatthalterei Tirol-Vorarlberg. Nach Klebelsbergs Einschätzung waren viele der „angeforderten“ Patienten nicht unheilbar krank oder würden von der Anstalt auf Grund ihrer Arbeitsleistung gebraucht. Daraufhin wurde ihm vom Gauleiter Franz Hofer zugestanden, heilbare und arbeitsfähige Patienten von den Listen zu streichen. Mehr als 100 Personen sind so dem sicheren Tod entgangen. Allerdings fuhren im Dezember 1940 die Omnibusse der Gemeinnützigen Krankentransport GmbH (Gekrat) an der Pflege- und Heilanstalt Hall vor, um 179 Insassen abzuholen. Dasselbe wiederholte sich im März 1941, als weitere 49 Personen aus der Pflege- und Heilanstalt Hall abtransportiert wurden. Zwei Monate später wurden erneut 28 Patienten verschleppt. Ziel war die Heilanstalt Niederhart in Oberdonau, der Durchgangsstation nach Schloss Hartheim bei Linz, wo sie innerhalb von wenigen Wochen ermordet wurden. Klebelsberg konnte also nach dem Gespräch Czermaks mit Hofer zur Rettung von Menschenleben eine „Siebung der Abzutransportierenden“ mit „seinem gesunden Hausverstand“ vornehmen. Im Prozess gegen Czermak stellte er dies wie folgt dar:

„Wir kamen überein, dass die Arbeitsgesunden gestrichen werden sollten und ich habe auch von dem dann Gebrauch gemacht. Gestrichen sollten alle die werden, die einigermaßen für uns brauchbar waren, bzw. Leute, die vorübergehend in der Anstalt waren. Wir haben uns wohl selbst alle gedacht, dass im Falle wir zu großzügig mit dem Streichen verfahren, eben Anstoß erregten und dann die ganze Anstalt ausgeräumt werde. Dies war meine Überzeugung. Der Angeklagte hat mir eine Generalvollmacht gegeben und hat sich dann nicht mehr genauer gekümmert.“

Klebelsberg hat sich auch organisatorisch am Abtransport von Patienten aus den Versorgungshäusern Nassereith, Imst und Ried sowie aus dem St. Josef Institut Mils beteiligt.
Bei seiner ersten Zeugenaussage im Mai 1946 gab Klebelsberg noch an, geglaubt zu haben, was den Abtransportierten bevorstand; in späteren Aussagen wollte er davon aber nichts gewusst haben. Trotz seiner angeblich ablehnenden Haltung gegenüber der „Euthanasie“ kam für ihn eine Kündigung nicht in Frage, wie er nach Kriegsende erklärte. Er glaubte, durch seinen Verbleib Schlimmeres verhindern zu können. Von seiner Stellungnahme hing nicht nur ab, wer gerettet, sondern auch, wer vernichtet wurde.
In einem Strafprozess nach Kriegsende wurde als Hauptverantwortlicher für die Organisation und Durchführung der „Euthanasie“-Transporte in Tirol und Vorarlberg Hans Czermak zu acht Jahren Gefängnis verurteilt. Klebelsberg sagte als Hauptzeuge aus, ein strafrechtliches Verfahren gegen ihn wurde nicht eingeleitet.

### Leben nach 1945
Klebelsberg trat 1950 nach 40-jähriger Dienstzeit in den Ruhestand. Klebelsberg wurde zum Hofrat ernannt.